# Brooklyn (Nueva Gales del Sur)
Brooklyn es una localidad que se encuentra a una hora de viaje en automóvil al norte de Sídney, Australia, situada a orillas del río Hawkesbury, está rodeada por el Parque Nacional de Brooklyn, es un pueblo tranquilo con restaurantes y embarcaciones de recreo, alquiler de barcos, carnada, lugares para tomar café y es el punto de partida para los cruceros y el ferry que parten por el río Hawkesbury. Se puede acceder en automóvil por la autopista F3 o en tren desde Sídney. Las temperaturas estivales son entre 16º (Grado Celsius) y 26º y en invierno de 5º a 17º.
Su población era de 717 habitantes al año 2006.